# Третьяков, Юрий Дмитриевич
Ю́рий Дми́триевич Третьяко́в (4 октября 1931, Ростов-на-Дону — 11 августа 2012) — советский и российский химик, академик РАН (академик АН СССР с 1987, член-корреспондент АН СССР с 1984), доктор химических наук, профессор. Лауреат Государственной премии РФ (2003).
Первый декан факультета наук о материалах МГУ, заведующий кафедрой неорганической химии химического факультета МГУ, на кафедре возглавлял лабораторию неорганического материаловедения, также заведовал лабораторией химической синергетики Института общей и неорганической химии им. Н. С. Курнакова РАН. Являлся председателем экспертной комиссии РСОШ по естественным наукам.

## Краткая биография
Родился в Ростове-на-Дону. В 1949 году окончил среднюю общеобразовательную школу, поступил на химический факультет Ростовского государственного университета.
В 1954 году с отличием окончил университет, поступил в аспирантуру химического факультета МГУ. В 1958 защитил кандидатскую диссертацию по теме «Исследование высококоэрцитивных сплавов методом адиабатического нагрева». В 1965 — докторскую диссертацию по теме «Исследования в области химии и термодинамики ферритов». Эта работа заложила на химическом факультете МГУ фундамент новой научной школы химического материаловедения.
С 1969 года — профессор кафедры общей химии. В 1978 стал профессором кафедры химической технологии.
В 1984 году избран членом-корреспондентом АН СССР, в 1987 — действительным членом АН СССР.
В 1988 году избран заведующим кафедрой неорганической химии, назначен заведующим лабораторией неорганического материаловедения.
В 1991 году избран деканом факультета наук о материалах МГУ, созданного по его инициативе.
Директор Высшего колледжа наук о материалах при МГУ и РАН. Был членом редколлегии журнала «Обзоры по высокотемпературной сверхпроводимости».
Умер 11 августа 2012 на 81-м году жизни, похоронен 15 августа на Троекуровском кладбище.

## Направления научной деятельности
Научная деятельность посвящена развитию неорганической химии как основы для создания функциональных материалов, включая новые типы твёрдых электролитов, магнитных полупроводников, высокотемпературных сверхпроводников.

## Почётные звания
- Действительный член РАН (с 1987).
- Действительный член Международной академии керамики (IAC, c 1989)
- Член Американского химического общества (c 1992).
- Член Европейской Академии (Academia Europaea, с 1999).
- Председатель Учёного совета факультета наук о материалах МГУ.
- Член Учёных Советов МГУ, химического ф-та МГУ, ИОНХ РАН, ИФХ РАН и ИМЕТ РАН.
- Председатель Диссертационного совета по неорганической химии при МГУ (с 2000).
- Председатель секции по химии, физике и механике веществ и материалов УМО университетов России.
- Член редколлегий многих российских и международных журналов.

## Награды
- Ломоносовская премия МГУ первой степени (1961)
- 1990 — Медаль имени Авиценны (АН Таджикистана)
- 1995 — Орден Почёта
- 2001 — Золотая медаль имени Н. С. Курнакова
- 2002 — Премия правительства РФ в области образования (совм. с проф. РТХУ Кольцовой Э. М., Гордеевым Л. С., Курдюмовым С. П., Малинецким Г. Г. и Капицей С. П.) — за работу «Научно-практические разработки в области образования по синергетике, нелинейной динамике и термодинамике необратимых процессов, динамическому хаосу в химической технологии, химии и физике»[2]
- 2003 — Государственная премия Российской Федерации[3]
- 2007 — Орден «За заслуги перед Отечеством» 4-й степени[4]
- Медаль «В память 850-летия Москвы»

## Избранные публикации
- Химия нестехиометрических окислов. М., 1974
- Твердофазные реакции. М., 1978
- Cryochemical technology of advanced materials. London, 1997 (в соавт.)
- Inorganic Materials Engineering though Evolution Development of Solid State Systems. Z. Phys. Chem., 1998, Bd. 207, S.93-112
- Нелинейная динамика и термодинамика необратимых процессов в химии и технологии. М., 2001 (в соавт.)
- Неорганическая химия. Химия элементов. М., 2001 (в соавт.)

Являлся обладателем 60 патентов и авторских свидетельств.